# Anthostoma gastrinum
Anthostoma gastrinum är en svampart som först beskrevs av Elias Fries, och fick sitt nu gällande namn av Pier Andrea Saccardo 1873. Anthostoma gastrinum ingår i släktet Anthostoma och familjen Diatrypaceae.   Inga underarter finns listade i Catalogue of Life.
I den svenska databasen Dyntaxa används istället namnet Lopadostoma gastrinum för samma taxon.  Arten är reproducerande i Sverige.